# Лермонтовский отряд
Лермонтовский отряд — сотня «охотников» (добровольцев), выбранных из кавалерии левого фланга Кавказской линии.
М. Лермонтов принял отряд от Р. И. Дорохова и командовал им с 10 октября и, видимо, до конца ноября 1840 года, во время походов в Малую и Большую Чечню.
П. А. Султанов, разжалованный в солдаты и служивший в отряде, писал об этой команде:
Поступить в неё могли люди всех племен, наций и состояний без исключения… Желавшему поступить назначался экзамен, состоявший в исполнении какого-нибудь трудного поручения. Если экзаменующийся не проваливался, то ему… брили голову…, приказывали отпустить бороду…, одевали по-черкесски и вооружали двухстволкой со штыком.
Кавалеристов отряда отличали отвага, удальство, преданность командиру, презрение к огнестрельному оружию. Отряд действовал отчасти как партизанский, занимаясь также разведкой. Когда Дорохов был ранен, генерал А. В. Галафеев назначил вместо него Лермонтова, отличившегося храбростью в бою на реке Валерик. Лермонтов сумел найти путь к сердцам солдат. Отказавшись от всяких удобств, он вел тот же образ жизни, что и они, — спал на голой земле, ел из общего котла, небрежно относился к соблюдению формы и своему внешнему виду. Лермонтов был доволен этим назначением, так как оно давало некоторую независимость и возможность отличиться, что было нужно для получения отставки.
К. Х. Мамацев вспоминал:
Даже в этом походе он никогда не подчинялся никакому режиму, и его команда, как блуждающая комета, бродила всюду, появляясь там, где ей вздумается, в бою она искала самых опасных мест…